# Juanma Hernández
Juan Manuel Hernández Sánchez (Jaén, 22 de julio de 1986) es un futbolista español. Juega de centrocampista y su equipo actual es el FC Jūrmala de la Virslīga.

## Clubes
| Club                   | País    | Año       |
| ---------------------- | ------- | --------- |
| CE Mataró              | España  |           |
| RCD Espanyol B         | España  |           |
| Cádiz CF (cedido)      | España  | 2008-2009 |
| Girona FC (cedido)     | España  | 2009-2010 |
| UD Almería B           | España  | 2010      |
| Club Deportivo Leganés | España  | 2011      |
| Club Lleida Esportiu   | España  | 2011-2012 |
| CF Badalona            | España  | 2012-2013 |
| FC Jūrmala             | Letonia | 2014-     |